# Cancrisidae
Cancrisidae es una familia de foraminíferos bentónicos cuyos géneros han sido tradicionalmente incluidos en la familia Bagginidae, de la superfamilia Discorboidea y del orden Rotaliida. Su rango cronoestratigráfico abarca desde el Barremiense (Cretácico inferior) hasta la Actualidad.

## Clasificación
Cancrisidae incluye a las siguientes subfamilia y géneros:
- Subfamilia Cancrisinae
  - Cancris, también considerada en la familia Bagginidae.
  - Cibicorbis †, también considerada en la familia Bagginidae.
  - Ecuadorota, también considerada en la familia Bagginidae.
  - Valvulineria, también considerada en la familia Bagginidae.

Otro género considerado en Cancrisidae es:
- Rotalina, aceptado como Cancris.